# MN Tarántula
MN Tarántula è il settimo album della cantante spagnola Mónica Naranjo. L'album è stato pubblicato nel 2008.

## Tracce
1. Europa
2. Todo mentira
3. Para siempre
4. Usted
5. Amor y lujo
6. Idilio
7. Diles que no
8. Kambalaya
9. Eva
10. Amor y posesión
11. Revolución
12. El descanso (Bonus track)